# Joseph-Frédéric-Benoît Charrière
Joseph-Frédéric-Benoît Charrière (Cerniat, Suiza (Cantón de Friburgo), 19 de marzo de 1803 - París, 28 de abril de 1876), constructor de instrumentos quirúrgicos y aparatos médicos.
Charrière obtuvo en 1843 la nacionalidad francesa. Estaba casado con Madeleine Elisa Berrurier, hija de un carnicero parisino. Residía en París desde los 13 años donde comenzó a trabajar en una cuchillería desde muy joven. En 1820 creó su empresa de fabricación de instrumentos quirúrgicos que llegó a contar con 400 empleados en torno a 1840.
Entre sus ramas filiales se encuentran: (Georges-Guillaume-Amatus Lüer, Louis-Joseph Mathieu y Adolphe Collin en París, Josef Leiter en Viena y Camillus Nyrop en Copenhague). En 1851 Charrière fue nombrado Oficial de la Legión de Honor. 

## Terminología
El calibrado de los endoscopios y catéteres utiliza el nombre de Charrière (1 Ch. = 1/3 mm) Dado el origen francés de este sistema, la jerga quirúrgica en inglés utiliza la expresión 1 French = 1 Ch. = 1/3 mm